# NGC 6679
NGC 6679 (другие обозначения — PGC 62026, MCG 11-22-56, ZWG 323.1, ZWG 322.46, 7ZW 814, KAZ 208, VV 672, NPM1G +67.0165) — спиральная галактика (Sc) в созвездии Дракон.
Этот объект входит в число перечисленных в оригинальной редакции «Нового общего каталога».